# コピー数多型
コピー数多型（こぴーすうたけい）またはCNV (Copy Number Variation)とは、ある集団のなかで1細胞あたりのコピー数が個人間で異なるゲノムの領域のことを言う。発見者のチャールズ・リー（en）によって命名された。

## 概要
通常は1Kbp以上の長さの領域とされる。ゲノムDNAの数の多型としては、他にindel, VNTR（Variable Number of Tandem Repeat）, マイクロサテライトなどが知られているが通常これらはすべて1Kbp以下のサイズである。コピー数多型は、対象に比較して相対的にコピー数が多い場合と少ない場合がありそれぞれ重複、欠失と呼ばれる。特に集団のなかで1%以上の頻度を持つものをCNP (Copy Number Polymorphism)と呼ぶ。
通常ヒトの細胞には遺伝子は2個（2コピー）あり、一つは父方、もう一つは母方に由来するとされる。しかしCNVとは個人によっては1細胞あたりある遺伝子が1個（1コピー）しかなかったり、あるいは3個（3コピー）以上存在するといった遺伝子の“数の個人差”であり、一塩基多型(SNP)に代表されるような“配列の個人差”とは異なる概念である。遺伝子の重複、欠失が何らかの疾患、特に先天性疾患と関連している報告は過去にも多数あったが、正常な形質をもつヒトのゲノム中に高頻度に見られる多型として初めて明確な報告がなされたのは2004年のことである
。
その後の解析によりヒトゲノムの1割以上の領域を覆う多型であることがわかり、疾患感受性、薬剤感受性などを含めヒトの形質差に広く関与している可能性があることが示された。